# Kiskunhalas
Kiskunhalas (németül: Hallasch, horvátul: Olaš) város Bács-Kiskun vármegyében, a Bugaci-homokháton, a Kiskunhalasi járás központja. A település a Kiskunság egyik központja, amely nemcsak természeti szépségeiről és alföldi hangulatáról, hanem híres kézimunkáiról, különösen a világhírű halasi csipkéről is ismert.
A település története egészen az Árpád-korig nyúlik vissza, a környék természeti kincsei, például a Sóstó és a Kiskunsági Nemzeti Park részei pedig ideális helyszínt nyújtanak a természetkedvelők számára. Kiskunhalas emellett híres vendégszeretetéről és pezsgő helyi közösségi életéről, amely egész évben színes eseményekkel várja az érdeklődőket.

## Fekvése
Kiskunhalas a Duna–Tisza közi homokhátság legmagasabb részén, a Dorozsma–Majsai-homokháton fekszik, Budapesttől 148 kilométerre délre, Kecskeméttől 63 kilométerre dél-délnyugatra, Bajától 56 kilométerre északkeletre, Szegedtől 55 kilométerre nyugat-északnyugatra. A legközelebbi országhatáron túli várostól, a vajdasági (szerbiai) Szabadkától 45 kilométerre északra van.
A szomszédos települések: észak felől Pirtó és Tázlár, északkelet felől Harkakötöny, kelet felől Kiskunmajsa, délkelet felől Zsana, dél felől Balotaszállás, délnyugat felől Kunfehértó és Kéleshalom, nyugat felől Császártöltés, északnyugat felől pedig Imrehegy. Nagyon kis híja van annak, hogy nem határos délnyugat felől még Jánoshalmával is.

### Megközelítése

#### Közúton
Legfontosabb közúti megközelítési útvonala az 53-as főút, mely keresztülhalad a központján. Baja és Szeged felől az 55-ös, majd Kisszállás után az 53-as főúton érhető el, az M5-ös autópálya felől pedig kiskunfélegyházi letéréssel, az 5402-es úton. Kecellel az 5309-es, Tázlárral az 5406-os, Zsanával az 5408-as, Jánoshalmával pedig az 5412-es út köti össze.

#### Vasúton
A város fontos vasúti csomópont. Áthalad rajta a Budapest-Szabadka-Belgrád vasútvonal. Továbbá itt végződik a Kiskunfélegyházát, illetve a Baját a várossal összekötő vasútvonal is. Ezeken kívül más nagyvárosokba is indul és azokból is érkezik vonat.
Kiskunhalas vasútállomás a városközpont keleti részén helyezkedik el, közúti elérését az 53-as főút és az 5309-es út találkozásánál induló 54 311-es számú mellékút biztosítja.

## Története
A város nevének eredete nem tisztázott. Kezdetben arra gondoltak, hogy a várost nyugatról körülvevő tóról, mocsaras vidékről kapta a nevét. Újkőkori, kelta, szarmata, avar nyomokat is feltártak a régészek itt. Honfoglaló magyarok temetőjét felfedezték a Sóstó mellett. Kiskunhalason és környékén a középkorban legalább 26 templom volt. A tatárjárás pusztításai után a lakosságában megfogyatkozott Duna-Tisza közére kunok települtek. A Csertán kun nemzetség központja lett a település.

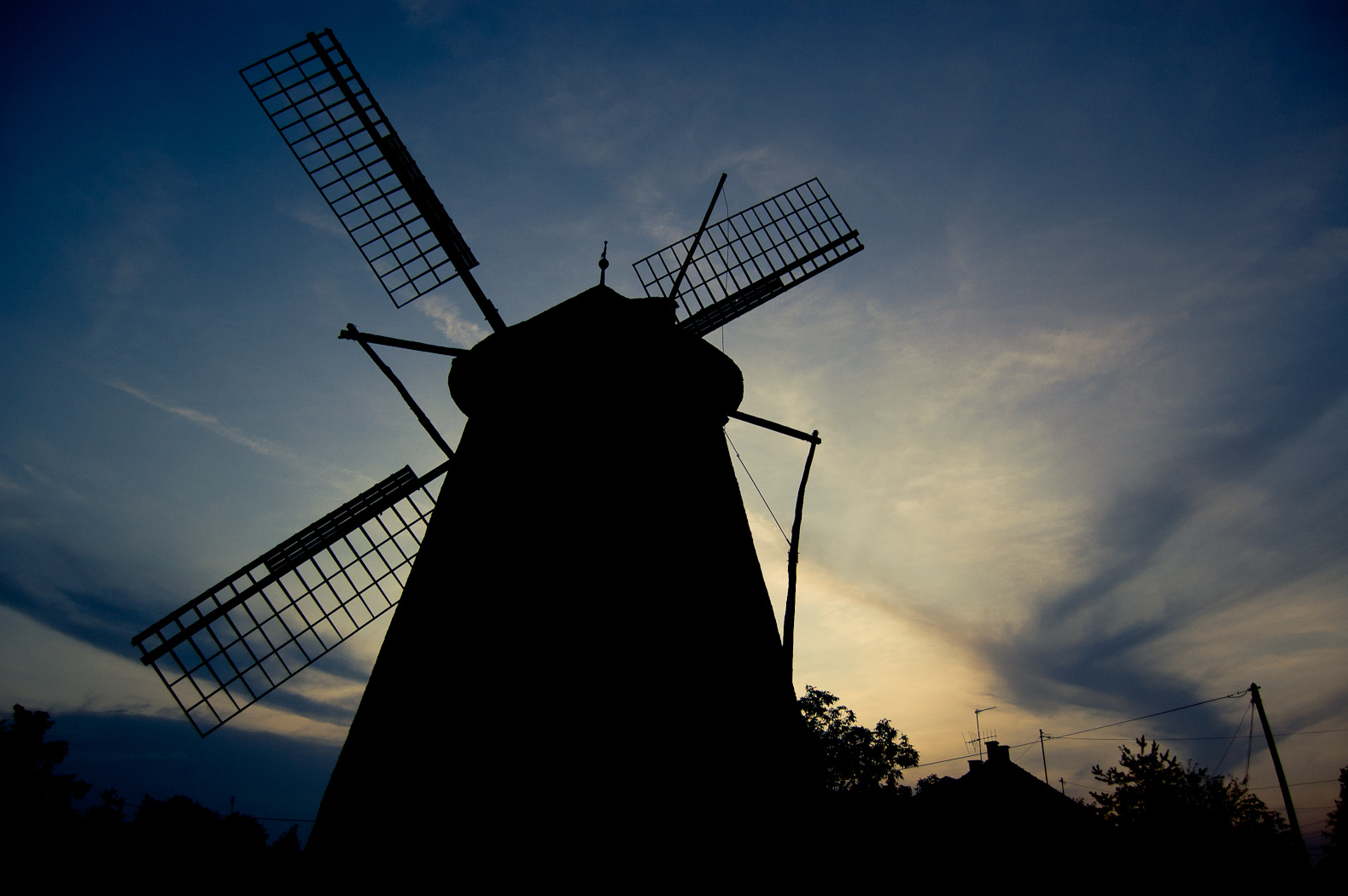
A Sáfrik szélmalom alkonyatkor

1290-ben a nomád pásztorkodást folytató kunok kiváltságokat kaptak, s a megalakuló hét kun szék egyik törvénytartó helyévé vált. A kun Csertán nemzetség és Halas-szék központja lett. 1347-ben már utalnak rá, de Halas nevét először 1366-ban említette oklevél. 1390-ben búcsújáróhely lett. 1408-ban Luxemburgi Zsigmond is járt itt. 1439-ben említették először városként a települést.
1436-ban városi szabadság birtokába jutott. 1492-ben a hagyomány szerint itt verte szét Kinizsi Pál a legendás, de akkor már fosztogató, szétzüllött fekete sereget. A török időkben a krími tatárok kétszer (1566, 1596) is elpusztították Halast, bár khász városként némi mentelmet élvezett. Először a törökök telepítették újra 1569-ben, mert szükségük volt az adófizetőkre. A város lakossága időközben reformátussá lett.
A tizenöt éves háború pusztítása után 1626-ban főként Baranya vármegyeiekkel telepítették újra. 1663-ban a törökhöz igyekvő I. Apafi Mihály itt éjszakázott. 1664-ben a Debreceni Református Kollégium alá tartozó református iskola létesült itt. A törökök kiűzése után berendezkedő Habsburg-hatalom nemcsak a tisztán református lakosságú város egyházi ügyeit korlátozta, hanem az általa igazgatott Jászkun kerületet is.
A Habsburgok 1702-ben a Német Lovagrendnek zálogosították el a Jászkun kerületet. 1703. október 5-én a Rákóczi-szabadságharc egyik legvéresebb csatája zajlott le itt. Mintegy 234 kuruc halt meg Deák Ferenc ezredes vezénylete alatt, de a rác-labanc had vezére, Johann Kyba is halálos sebet kapott, így mindkét sereg elvonult a csatatérről. Ennek emlékére 200 év múlva Magyarország első köztéri kuruc szobrát állították fel a városban. 1753-ban Kiskunhalas térségében itt került sor az utolsó boszorkányégetésre.

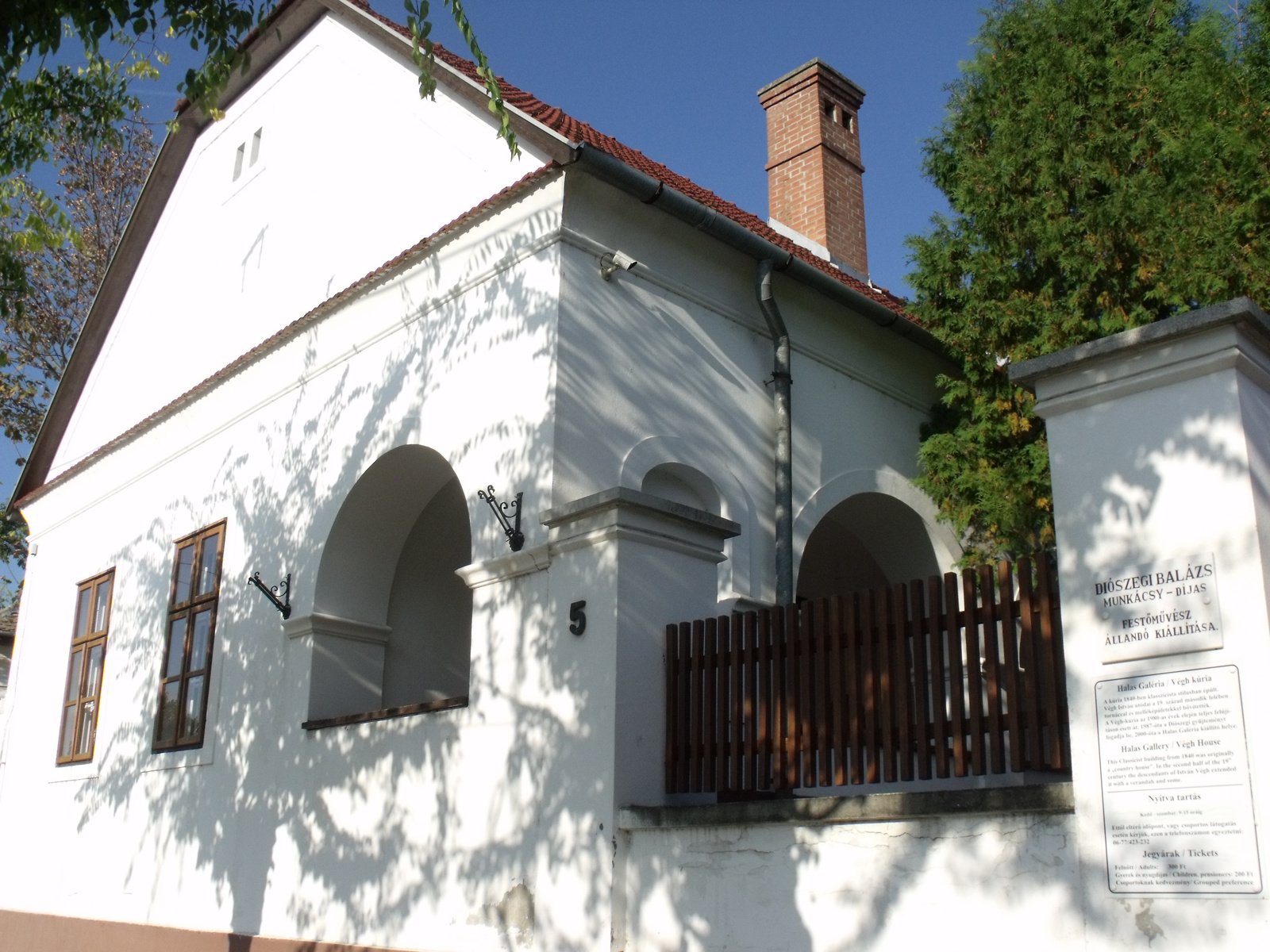
A Végh-kúria

Az elzálogosított régió 1731-től a Pesti Invalidusház birtoka lett. A jobbágysorba került jászkunok 1745-ben megszerezték a megváltakozás (redemptio) jogát, ezután tekintélyes összeg megfizetése ellenében visszanyerték kiváltságaikat és szabadságaikat.
A tanyai kirajzást elsősorban a bevándorlók kezdték meg. Ez kedvezett a kialakulóban lévő betyárvilágnak, amely a 19 század közepére, második felére érte el a tetőpontját. 1753-ig itt volt a Kiskun kerület székhelye, a kiskun kapitányok innen irányították a kerület életét. Amikor 1753-ban Félegyháza mezővárosi rangot kapott, a kapitányság oda költözött. Mária Terézia idején 60 római katolikus pásztor- és parasztcsaládot telepítettek a városba, akiknek hamarosan plébániát is emelt a királynő, ezzel a város felekezeti egysége megszűnt. A 18. század második felében érkeztek a településre görögök (balkáni népek), cigányok, zsidók, evangélikusok. A korábban színmagyar református település etnikai, vallási képe a 19. század elejére jelentősen megváltozott, illetve létszámában is jelentősen megnövekedett. Új városrészek jöttek létre, új temetőket kellett kimérni, és a földkérdés is egyre növekvő problémává vált.
Leírás a településről a 18. század végén:
"Szabad mező Város a’ Kis Kúnságban; neveztetett a’ mellette mint egy fél posta mértföldnyire kis terjedő Tótól, melly halakkal bővelkedik; ’s a’ Városnak 1693dikban készűltt petséttyén is három halakból álló tzímer szemléltetik. A’ régi privilegiumokban Halasszéknek neveztetik, mert itt vólt a’ Kis Kúnoknak leg föbb székek, holott a’ Kúnoknak Kapitánnyok, Grófjok, és a’ Tábla Bírák itéllő széket tartottak. Fekszik Bajától, Szegedtől, Ketskeméttől, és Kalotsától is hat mértföldnyire, Szent Marjához pedig ötre, lakosai katolikusok, nagyobb részént reformátusok, ’s egynehány Luteránusok is. Postája nevezetes, melly a’ Pesti, és Pétervári útnak közepén vagyon, sós tója a’ halakat meg nem szenvedi, de a’ fördésre egésséges vizű. Három halmai felől azt tartyák, hogy Kinizsi Pál azon helyeken verte vólna meg a’ Cseheket, és ezeknek temető halmaik. A’ Városnak felső részénél, a’ nap keleti oldalon lévő hosszas hegy felől pedig azt állíttyák, hogy Mátyás Királynak fekete serege Ulászló idejekor eloszolván, e’ hegy mellett szállott meg, ’s az olta fekete hegynek neveztetik. A’ Városnak alsó részénél, a’ nap keleti óldalon lévő halom pedig, Kurutz halomnak neveztetik, mert a’ Halasi Jegyző Könyv szerént, Kiba nevű Kapitány, azon helyen verre meg a Kurutzokat, le vágván közűlök 234, ’s hóltt testeik oda hordattattak 1703 esztendőben. Épűletlyei e’ Városnak számosak, és lakosai mintegy 8000 lelkekre számláltatnak; de többnyire alatsonyak, ’s a’ Magyaroknak régi szokásaikhoz képest készűltek. Nevezetes az említett halasi tóbéli sziget arról, mivel az Ozmanok’, és Tatároknak vérengezéseik idejekor oda vonták bé magokat a’ lakosok egy keskeny hídon, mellynek lábai néhol még most is szemléltetnek. Sántz forma árokkal van körűl véve, ’s a’ túl lévő kerti szőllőkbe töltésen járnak keresztűl e’ tón a’ lakosok. Határja homokos, de jól termő, réttyei, ’s kivált legelője nagyon tágas, és sok külömbféle marháknak kivált birkáknak tartására elég alkalmatos, boraikat Szegedre, ’s más Vármegyebéli Helységekre is el hordgyák, keresettyek marhákkal, gyapjúból, és életből." (Vályi András: Magyar országnak leírása, 1796–1799)
Kiskunhalas az 1871-es községi törvény alapján 1872-ben rendezett tanácsú várossá alakult, majd amikor a Jászkun kerület az 1876-os vármegyerendezés során megszűnt, a Kiskunság nagy részével együtt Pest-Pilis-Solt-Kiskun vármegye része lett. Első polgármestere dr. Vári Szabó István jogász volt. A dualizmus korában tovább fejlődött és változott a település gazdasági és társadalmi képe. A kapitalista gazdálkodás vált jellemzővé, bankok, nagyvállalkozások kezdték meg működésüket. Emellett a kulturális és egyesületi élet is fellendült. A 20. századra a római katolikusok váltak a legnépesebb felekezetté.
Az első világháborúban nagy vérveszteséget szenvedett el a város lakossága. A két világháború között erős visszaesés, majd lassú növekedés jellemezte a várost, mely az összes többi rendezett tanácsú városhoz hasonlóan 1929-ben megyei város lett a közigazgatás országos átszervezésével összefüggésben. A második világháború során a legnagyobb veszteségeket a többszöri sorozások utáni emberveszteség, a helyi zsidók deportálása és egy részének elpusztítása, majd 1944. október 23-án a szovjet megszállás okozta a halasiaknak.

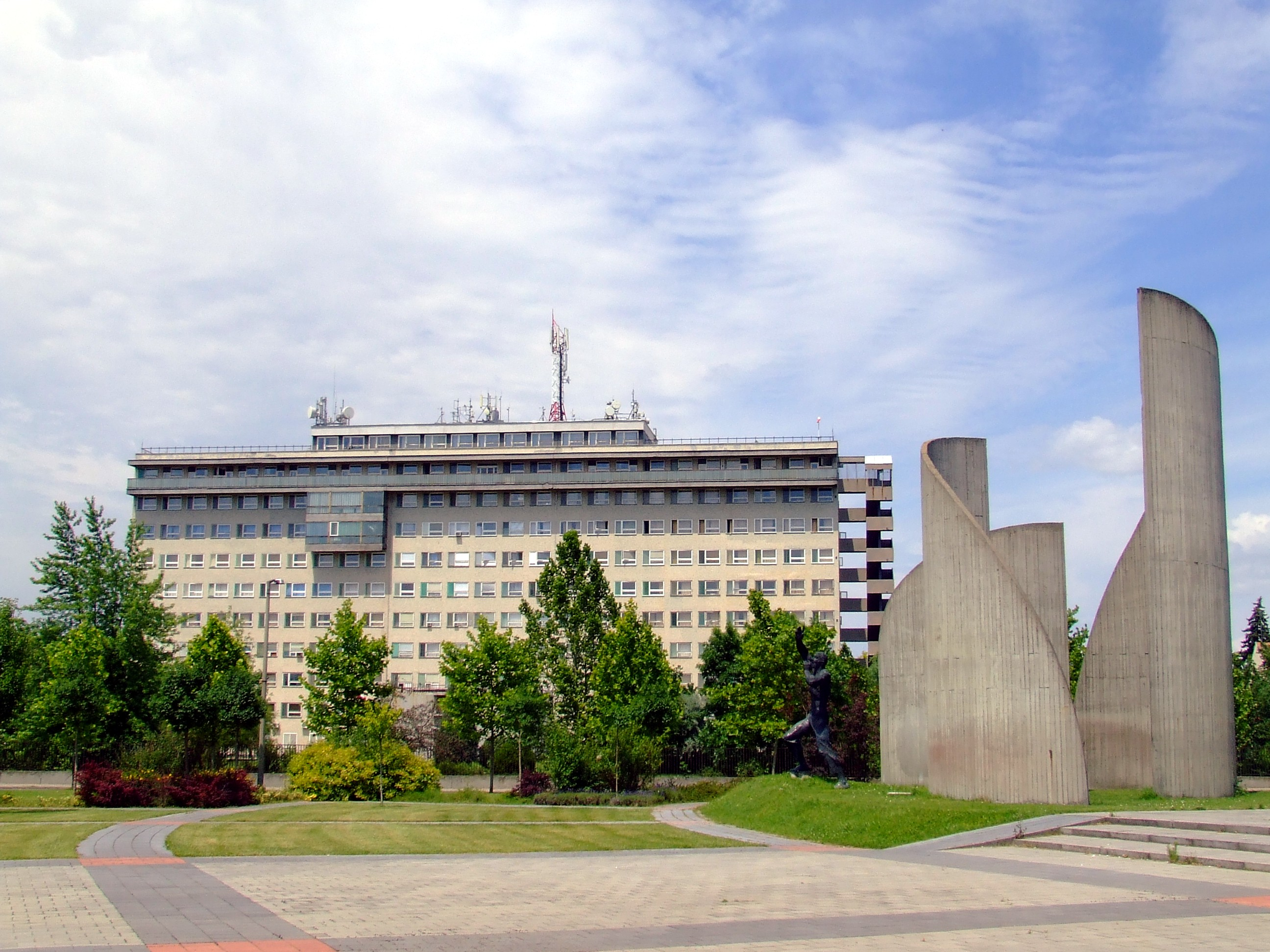
A Semmelweis Kórház, előtérben Marton László szobrászművész Hírnök, és Kerényi József építész Három tavasz című alkotásával

Az 1945 után nagy kiterjedésű határában több község önállósult (1947-ben Pirtó, 1952-ben pedig Balotaszállás, Imrehegy – ez részben Kecel határából is –, Kunfehértó és Zsana), ezzel területe mintegy felére csökkent. 1972-ben korábbi pusztáinak egy részét, Bodoglárt és Tajót Kiskunmajsához csatolták, ennek eredményeképp a város területe ismét negyedével csökkent, eredeti területének alig több mint harmadára. Az 1950-es megyerendezés során az újonnan alakított Bács-Kiskun megye része, egyúttal a szintén ekkor alakított Kiskunhalasi járás székhelye lett a város. Az államosítások, a földreform, a kollektivizálás megváltoztatta a város arculatát.
1956 októberében tüntetések, munkástanácsok, forradalmi bizottság létre jötte, sortűz jelezte, hogy a halasiak is elégedetlenek az addigi politikával. A forradalom és szabadságharc idején, 1956. november 1-jén itt tartottak egyedül az országban demokratikus szavazást a helyi alapszervezettel rendelkező pártok között, az FKgP

## Közélete

### Polgármesterei
- 1990–1994: Tóth Zoltán[11][12] (SZDSZ)
- 1994–1998: Tóth Zoltán (Városi Polgári Kör)[13]
- 1998–2002: Tóth Zoltán (Városi Polgári Kör)[14]
- 2002–2006: Dr. Várnai László (MSZP-SZDSZ)[15]
- 2006–2010: Dr. Várnai László (MSZP-SHT)[16]
- 2010–2014: Gyovai István (Jövőnk Halas)[17]
- 2014–2019: Fülöp Róbert (Fidesz–KDNP)[18]
- 2019–2024: Fülöp Róbert (Fidesz–KDNP)[19]
- 2024– : Fülöp Róbert (Fidesz–KDNP)[1]

### A 2024-es önkormányzati választás eredménye
- A polgármester-választás eredménye[20]

| Jelölt neve  | Jelölő szervezet(ek) | Jelölő szervezet(ek) | Szavazatok száma | Szavazatok aránya |
| ------------ | -------------------- | -------------------- | ---------------- | ----------------- |
| Fülöp Róbert |                      | Fidesz – KDNP        | 5880             | 57,70%            |
| Bús József   |                      | Mi Hazánk            | 4311             | 42,30%            |

- A képviselőtestület-választás eredménye[21]

| Párt | Párt               | Mandátumok | Képviselő-testület | Képviselő-testület | Képviselő-testület | Képviselő-testület | Képviselő-testület | Képviselő-testület | Képviselő-testület | Képviselő-testület | Képviselő-testület | Képviselő-testület | Képviselő-testület |
| ---- | ------------------ | ---------- | ------------------ | ------------------ | ------------------ | ------------------ | ------------------ | ------------------ | ------------------ | ------------------ | ------------------ | ------------------ | ------------------ |
|      | Fidesz – KDNP      | 10         | P                  |                    |                    |                    |                    |                    |                    |                    |                    |                    |                    |
|      | Mi Hazánk          | 3          |                    |                    |                    |                    |                    |                    |                    |                    |                    |                    |                    |
|      | DK – MSZP – Jobbik | 2          |                    |                    |                    |                    |                    |                    |                    |                    |                    |                    |                    |

## Gazdaság és foglalkoztatottság
Kiskunhalason, a középkortól a mezőgazdaság dominált és jelentette a megélhetést. A 18. századtól nyomon követhető céhipar, majd a görög és zsidó kereskedők által megalapozott kereskedelem új, de még kevés ember számára nyitott más megélhetési formákat, lehetőségeket.
A dualizmusban megszűnt céhipart felváltotta a kapitalista szemléletű iparosodás. Kisvállalkozások mellett megjelentek nagyobb cégek (Schneider Ignác és Utódai Cég), de a pénzintézetek is. Az építkezések révén a munkanélküliség minimális volt. A modern posta (1867), vasút (1882), a villany, a telefon megjelenése jelentős fejlődést eredményezett. 1920 után a magyar gazdaság kezdeti válsága miatt lassan állt talpra a helyi munkaerőpiac. A legnagyobb felszívó erőt továbbra is a mezőgazdaság jelentette, ahol a közép- és kisgazda réteg volt a jellemző.
A szovjetizálás 1945-től fokozatosan, majd 1956-tól egyre erőszakosabban és eredményesebben szétverte a paraszti társadalmat. A szovjet típusú mezőgazdaság lett a jellemző. Az 1960-as évektől a tervgazdálkodás révén iparosítás indult. Bár az állami gazdaság és tsz-k megmaradtak mégis a gyárak lettek dominánsak. Építőipar, papíripar, autóbuszalkatrész- és gépgyártás, téglagyár, feldolgozóipar, kőolajipar, könnyűipar stb. jellemezte a korszakot, amely jelentősen átalakította a gazdasági és társadalmi képet is. Nagy tömegben települtek be a tanyavilágból, a járásból és a régióból a városba. 10-15 ezer embernek jelentettek megélhetést az ipari létesítmények.
A rendszerváltást követő években a szovjet típusú mezőgazdasági üzemek, gyárak többsége felaprózódott kis- és középvállalkozásokba, vagy megszűnt. Ennek hatalmas, 4-6 ezer fős munkanélküliség és elvándorlás lett a következménye. Néhány nagyobb gyár megmaradt, de hamarosan a kőolajipart Zsanára vitték. 2009-ben pedig a könnyűipar (Levi's) is elhagyta a várost, ami közel 600 ember munkalehetőségeit érintette. Mintegy 300-350 ember munkahelyét érintve, 2018-ban eltelepítették a város a legrégebbi feldolgozóipari cégét is, ami Mélykútra költözött. 2018 szeptemberében bejelentették, hogy Kiskunhalason 470 rab befogadására képes börtön létesül a korábbi katonai laktanya objektumból, menekültközpontból, ezáltal közel 250 új munkahely létesül majd a városban.
Jelenleg a a városban a legtöbb embert a városi cégek mellett a rendőrség, a kórház, az állami és egyházi oktatási intézmények foglalkoztatnak.

## Népesség
Halas, Kun-Halas, Kiskunhalas lakosság száma a népszámlálások alapján: 1699-ben 954 fő, 1775-ben 5021 fő, 1825-ben 10.941 fő, 1869-ben 13.127 fő, 1900-ben 19.866 fő, 1930-ban 28.829 fő, 1980-ban  30.604 fő, 1990-ben 29.872 fő volt.
2001-ben a város lakosságának létszáma 29.954 fő volt, ebből 95%-a magyar, 4%-a cigány és 1%-a egyéb (főleg szlovák és német) nemzetiségűnek vallotta magát.
A 2011-es népszámlálás szerint 28.285 fő élt itt. A lakosok 86,8%-a magyarnak, 5,5% cigánynak, 1,3% németnek, 0,2% szerbnek mondta magát (12,6% nem nyilatkozott; a kettős identitások miatt a végösszeg nagyobb lehet 100%-nál). A vallási megoszlás a következő volt: római katolikus 38,4%, református 10,4%, evangélikus 1%, görögkatolikus 0,1%, izraelita 0,1%, felekezeten kívüli 19,6% (28,8% nem nyilatkozott).
2022-ben a lakosság 85,2%-a vallotta magát magyarnak, 3,2% cigánynak, 0,7% németnek, 0,2% ukránnak, 0,2% szerbnek, 0,1% horvátnak, 0,1% románnak, 2,4% egyéb, nem hazai nemzetiségűnek (14,6% nem nyilatkozott; a kettős identitások miatt a végösszeg nagyobb lehet 100%-nál). Vallásuk szerint 27,3% volt római katolikus, 8,4% református, 0,9% evangélikus, 0,3% görög katolikus, 0,1% izraelita, 0,1% ortodox, 1,4% egyéb keresztény, 0,9% egyéb katolikus, 17,1% felekezeten kívüli (43,4% nem válaszolt).

## Nevezetességei, látnivalói
- Halasi csipke[32][33][34]
- Halas Galéria[35] A Halas Galéria Kiskunhalas város tulajdonában levő képzőművészeti anyagok múzeumi kezelése céljából alakult 1999-ben.
- Sáfrik-féle szélmalom[36] Az 1860-as években épített szélmalmot az 1901-ben Sáfrik József szélmolnár átépítette és korszerűsítette. 1940-től takarmánydarálóként működött. A ma is működőképes ipartörténeti építmény 1964-től műemlék. (Halas Galéria[35] kezelésében)
- Berki Galéria 2014-től Diószegi Balázs és Berki Viola állandó kiállításának ad helyet.[37]
- Thorma János Múzeum Az itt kiállított tárgyak száma ma már meghaladja a 88 ezret. A gyűjtemény elsősorban néprajzi és helytörténeti jellegű, de régészeti és képző- és iparművészeti anyagot is tartalmaz, valamint jelentős a Dokumentumtár, Képtár és Fotótár is. Thorma János festőművész számos munkája megtekinthető.Thorma János festőművész élete végéig jó kapcsolatot ápolt szülővárosával, Kiskunhalassal, ezért is nevezték el róla a település múzeumát. Thorma pályája elején Székely Bertalan növendéke volt Budapesten, ezután Hollósy Simon köréhez csatlakozva Münchenben folytat- ta tanulmányait. A kiskunhalasi múzeumban a „Bay Gyűjtemény – Nagybányai művészet” és a „Thorma Galéria – Thorma János festészete tárlatokban” 35 művész, több mint száz alkotása látható. Így itt található az ország legnagyobb nagybányai művészeti kiállítása. A képzőművészet mellett helyet kaptak a múzeumban a régészeti, helytörténeti, néprajzi és népművészeti gyűjtemények is.[34]
- Kiskunhalasi Tájház[38] 1750 körül az Orbán és a Baki család építtette ezt a nádtetős, faoszlopos tornácú parasztházat. A Tájház olyan jellegzetes halasi gazdaház, amely megőrizte a 19. század végének, 20. század elejének halasi parasztpolgári tárgyait, bemutatja a kor életviszonyait és a városi állattartás-gazdálkodás építményeit. (Halas Galéria[35] kezelésében)
- Végh-kúria[39] Az épületet Végh István nemesember építette, majd a 19. század második felében tornáccal és melléképületekkel bővült, később, a század végén újabb melléképületeket kapcsoltak hozzá. Az 1980-as évek elején az épület teljes felújításon esett át.
- Búsuló kuruc szobra (1904) - Damkó József alkotása az 1703-as halasi csata kuruc halottainak emlékére, az ország első, és sokáig egyetlen köztéri kurucszobra
- Árpád-kori falu jeloszlopa - Sóstó parkerdő (Csák Attila szobrászművész) (2001)

## Rendezvények, idegenforgalom
- Halasi Szüreti Fesztivál: Három napon át a kézművesek és helyi gazdák termékei, a Borudvar zamatos borai, koncertek, népi játszó- tér várja a látogatókat. A fesztivál fő eseménye a hagyományőrző szüreti felvonulás, amely sok ezer látogatót vonz az épített és kulturális örökségére büszke településre.[34]
- Kiskunhalas - Szabadka Kerékpártúra: Évről évre több százan tekernek Szabadka főteréig, majd városnézést követően vissza a csipke városába. A túra a környezet- és egészségtudatos kerékpárhasználat fontossága mellett Bács-Kiskun vármegye kiemelt turisztikai lehetőségeire is felhívja a figyelmet.[34]
- Kiskunhalas Város Napja: Kiskunhalasi városnapi ünnepségsorozat, mely zászlófelvonással, kiállítással, díszpolgári és Pro Urbe díjátadással indul. Nemzetközi Csipkekiállítás és Találkozó is várja több napon át az érdeklődőket.[34]
- Kiskunhalas Magyarok Vására: Hagyományőrző, népművészeti, termelői vásár, melyre belföldről és külföldről is érkeznek árusok. Csak minőségi terméket készítő kézművessel és saját portékáit kínáló gazdával találkozhatnak az érdeklődők. A rendezvényt fellépők, kulturális programok színesítik.[34]
- Zenélő szélmalom: Zenés, táncos program augusztus utolsó vagy szeptember első szombatján. A város, a járás és a régió néptáncosai, népzenészei, művészei lépnek fel 2008 óta a rendezvényen a Pásztortűz Egyesület szervezésében.[40]
- Pásztortűz Esték: 2008-tól újraindította a Pásztortűz Egyesület a (nyári) táncházakat Kiskunhalason. A magyar népzene és néptánc mellett 2012-től a hungarikum karcagi birkapörkölt népszerűsítése is fő jellemzője a rendezvénynek.[41]
- Aprók Tánca: 1996-ban indult, majd hosszú kihagyás után 2006-tól nem rendszeresen, 2009-től havonta, a hónapok utolsó szombati napján magyar néptánc, népzene és kézműveskedés várja a 14 éven aluliakat a Pásztortűz Egyesület szervezésében.[42]
- Kiskunhalasi Termálfürdő és Kemping: A fürdő és annak környezete 2016-ban gyógyhely minősítést kapott. A 48 °C-os hévíz mozgásszervi megbetegedések kezelésére, nőgyógyászati panaszok enyhítésére, baleseti sérülések, műtétek utáni rehabilitációra, ideg- gyógyászati és egyéb megbetegedések gyógyítására jótékonyan alkalmazható. Medencék: fedett és nyitott úszómedencék, termálmedencék, 36 °C-os gyógyvizes medence, felnőtt 26 °C-os úszómedence, gyermek 31 °C-os medence. Szolgáltatások: medencefürdő, kádfürdő, súlyfürdő, orvosi gyógymasszázs, víz alatti gyógytorna, 100 férőhelyes, kétcsillagos kemping.[34]

## Gasztronómia
Kiskunhalason és környékén szinte minden háznál közkedvelt  az igazán különleges, kuriózumnak számító savanyú máj, melyet téli disznóvágások idején készítenek. Fontos az alapanyagok gondos összeválogatása, amit a böllér végez el a húsok osztályozásakor. Az étel elkészítésének első lépéseként sertéspörköltet főznek, melyet őrölt paprikával, sóval, fokhagymával és köménymaggal fűszereznek. A májat megabálják, felszeletelik, a vékonyan felkarikázott hagymát pedig ecetes, sós, cukros lében megfőzik. Végül rétegezve tálalják és általában sós burgonyával és fehér kenyérrel kínálják.

## Sóstó és Sóstói parkerdő
A tó elsődlegesen horgászati hasznosítású, de jó vízminősége és rendezett partja miatt a füves strandrészt a fürdőzők és a napozni vágyók is szívesen választják. A környék élővilágát be- mutató tanösvény és a parkerdő szabadidős lehetőségek tárházát kínálják.
Szolgáltatások: kilátó, a környék élővilágát bemutató tanösvény, sportolásra, pihenésre alkalmas parkerdő, piknikezés a pihenő és tűz- rakó helyeknél, rendezvényhelyszín, kutyabarát terület.
Horgászható halfajok: ponty, amur, csuka, süllő, harcsa, kárász, balin, sügér, busa, kősüllő, naphal.

## Civil szervezetek
- Halas és Környéke Méhészeti Egyesület
- Halasi Demokraták Közössége Egyesület
- Boróka Civilház[43]
- Pásztortűz Egyesület[44]
- Kiskunhalasi Városi Szilaj Citerazenekar Zenei Közhasznú Egyesület[45]
- Halasi Nemes Tanács[46]
- Fészekrakó Egyesület[47]
- Szivárvány Bábszínház Alapítvány[48]
- Önkéntes Pont Kiskunhalas[49]

## Testvér- és partnervárosai
- Sepsiszentgyörgy, Románia (1997)
- Szabadka, Szerbia (2016)
- Magyarkanizsa, Szerbia (1967)
- Kronach, Németország (1994)
- Nowy Sącz, Lengyelország (1994)
- Hódmezővásárhely, Magyarország (1998)
- Aizkraukle, Lettország (2005)
- Lepoglava, Horvátország (2021)

### Elfeledett testvér- és partnervárosi kapcsolatok
- Kassa, Szlovákia[50]
- Rimaszombat, Szlovákia[51]
- Horthyvára, Délvidék[52]

## Híres emberek

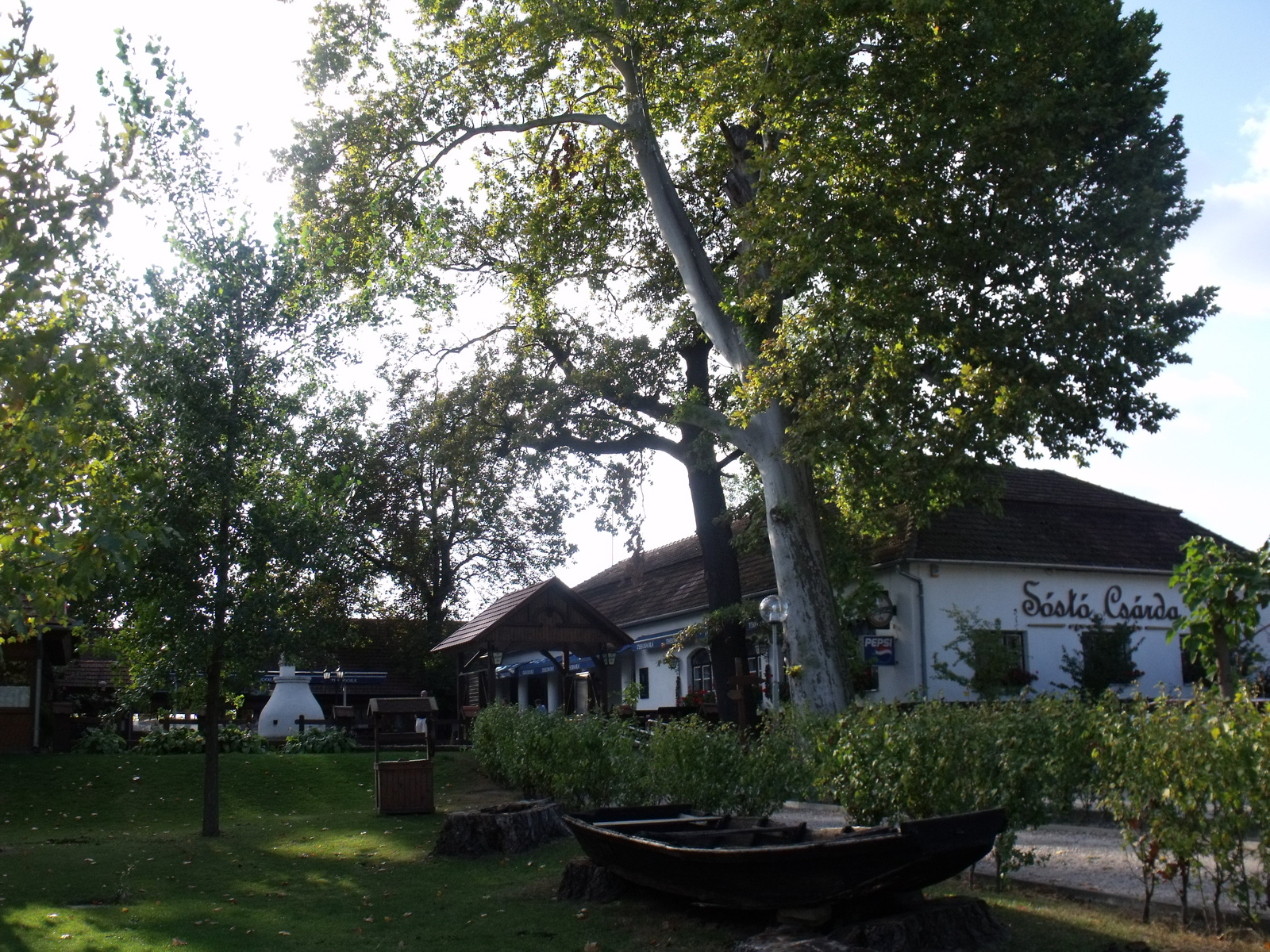
A Sóstói csárda

- Itt született Kerekes Sámuel (Miskolczi Kerekes Sámuel) (1757 k. – 1800), az első magyar hírlapirók egyike;
- Itt született Bibó Gedeon (19. század) orvos;
- Itt dolgozott Édes Gergely (1763–1847) református lelkész, költő;
- Itt (is) dolgozott Karacs Teréz (1808–1892) pedagógus, író, a nőnevelés egyik úttörője;
- Itt született Latabár Endre (1811–1873) színész, rendező, színigazgató, műfordító;
- Itt született, itt szolgált és itt is hunyt el Szilády László (1812–1862) református lelkész;
- Itt született Szuper Károly (1821–1892) színész, Petőfi Sándor egykori színigazgatója;
- Itt dolgozott és hunyt el (léczfalvi) Gyárfás István (1822–1883) jogász, táblabíró, történész, az MTA levelező tagja;
- Itt dolgozott, házasodott Bulcsú Károly (családi nevén Paltsó Károly) (1823–1865) református lelkész, tanár, író, költő;
- Itt született Bangó Pető (1824–1853 körül) ügyvéd, író, költő;
- Itt született és hunyt el Vári Szabó István (1827–1906) jogász, polgármester, honvéd százados, Kossuth egyik futárja a szabadságharc idején, Kiskunhalas első polgármestere (1872-1891, 1893–1903);
- A kiskunhalasi református gimnáziumban tanult Jovan Jovanović Zmaj (1833–1904) szerb költő, műfordító, jogász, orvos
- Itt született Barina Vendel (Kuthen Vendel) (1834–1875) katolikus pap, költő;
- Itt született, élt és halt meg Farkas Imre (1837–1920) országgyűlési képviselő, orvos, gimnáziumi igazgató;
- Itt született (pellérdi) Brázay Kálmán (1839–1925) kereskedő, a sósborszesz hazai elterjesztője;
- Itt tanult Szilády János (1839–1889), református lelkész;
- Itt született és hunyt el Korda Imre (1853–1914) író, újságíró, szerkesztő, gimnáziumi tanár;
- Itt született Füvessy Imre (1857–1932) országos hírű rendőrnyomozó, h. rendőrfőkapitány;
- Itt született Zseny József (1860–1931) jogász, Pest-Pilis-Solt-Kiskun vármegye aljegyzője, az Országos Rákóczi Szövetség egyik alapítója;
- Itt élt Szilády Áron (1863–1922) nyelvész, irodalomtörténész, akadémikus;
- Itt élt és dolgozott Thúry József (1861–1906) magyar nyelvész, turkológus;
- Itt született Thorma János (1870–1937) festőművész, a Nagybányai festőiskola alapítója. Thorma János mellszobra Kiskunhalason

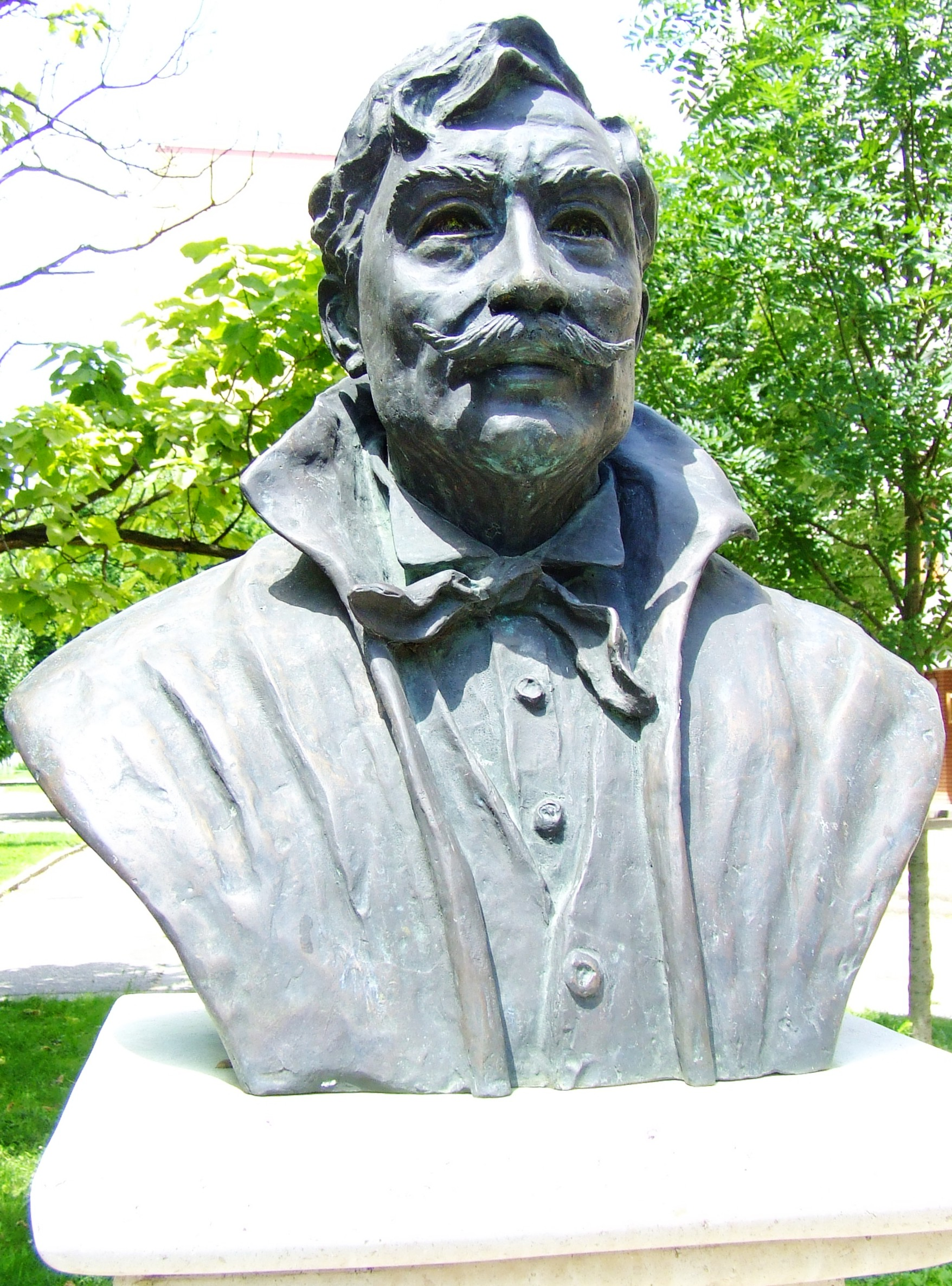
Thorma János mellszobra Kiskunhalason

- Itt született Kadosa Marcell ˙(1874–1944) ügyvéd, újságíró, író;
- Itt élt idősebb Nagy Szeder István (1876–1936) építész, helytörténész;
- Itt született Garbai Sándor (1879–1947) szociáldemokrata politikus, a magyar Tanácsköztársaság idején a Forradalmi Kormányzótanács elnöke, a Peidl-kormány közoktatásügyi minisztere;
- Itt tanult, gyűjtött Zalai Szalay László (1879–1944) író, szerkesztő;
- Itt született és hunyt el Nagy Czirok László (1883–1970) néprajzkutató;
- Itt élt és dolgozott Halasy-Nagy József (1885–1976) filozófus, egyetemi tanár;
- Itt született Balla Antal (1886–1953) történész, újságíró, szerkesztő, MTA levelező tag, egyetemi oktató, politikus, kisgazda nemzetgyűlési képviselő, tájékoztatásügyi miniszter;
- Itt dolgozott és hunyt el Dr. Monszpart László (1890–1955) sebészorvos, kórházigazgató;
- Itt (is) dolgozott, hunyt el Zsigray Julianna (1903–1987) író, költő;
- Itt (is) dolgozott Csorba Tibor, Szakácsi (1906–1985) bölcsészdoktor, író, műfordító, filológus, festőművész;
- Itt élt ifjabb Nagy Szeder István (1907–1994) építész, politikus, helytörténész;
- Itt élt és halt meg Diószegi Balázs (1914–1999) festőművész;
- Itt született Földes László (1914–2000) partizánvezér, politikus, író, Földes László (Hobo) és Földes György édesapja;
- Itt született Bodor Tibor (1921–2000) színész, szinkronszínész, tanár;
- Itt élt és alkotott Bodor Miklós (1925–2010) grafikusművész;
- 1925–1926-ban itt élt és tanított Gulyás Pál (Debrecen, 1899. október 27. – Debrecen, 1944. május 13.) magyar költő, tanár.
- Itt született Kannás Alajos (1926–1999) pszichológus, író, költő;
- Itt született Henni Géza (1926–2014) válogatott labdarúgó, kapus, edző;
- Itt született Bundzsák Dezső (1928–2010) magyar válogatott labdarúgó, edző;
- Itt született Berki Viola (1932–2001) festő, grafikus;
- 1945-ben a kiskunhalasi református gimnáziumban érettségizett Kornai János (1928-2021) közgazdász professzor;
- Itt született Zelei Miklós (1948–) költő, író, újságíró;
- Itt született Daczi Zsolt (1969–2007) gitáros, zenész;
- Itt született Miklósa Erika (1970–) világszerte ismert Kossuth-díjas opera-énekesnő, aki a város díszpolgára;
- Itt született Tallér Edina, író, drámaíró (1971-)
- Itt született Gerner Csaba (1974–) magyar színész, rendező
- Itt született Lovász László (1976–) rádiós és tévés műsorvezető;
- Itt született Szávay István (1981–) politikus, a Jobbik Magyarországért Mozgalom alelnöke;
- Itt született Tápai Szabina (1986–) kézilabdázó;
- Itt született Szávay Ágnes (1988–) teniszező;
- Itt született Szabados Ágnes (1988–) műsorvezető;
- Itt született Tasnádi Ádám (1991–) üzletember, vállalkozó;
- Itt született Szarka Adrienn (1991–) kézilabdázó;
- Itt született Halász Bence (1997–) olimpiai ezüstérmes, világbajnoki bronzérmes, Európa-bajnoki ezüstérmes kalapácsvető;
- 1997-ben a kiskunhalasi Bibó István Gimnáziumban érettségizett Belányi József (1979–) költő, slammer, VJ, reklámszövegíró;

## Lásd még
- Kiskunhalas város főbíróinak, tanácselnökeinek, polgármestereinek, országgyűlési képviselőinek listája
- Emléktáblák Kiskunhalason
- Bibó István Gimnázium
- Szilády Áron Református Gimnázium
- Markovits Mária